# Gleby pozastrefowe
Gleby pozastrefowe (ekstrazonalne) – gleby, które występują poza charakterystyczną dla siebie strefą glebowo-roślinno-klimatyczną. 
Jest to pojęcie z zakresu geografii gleb i odnosi się do stworzonego przez prof. Nikołaja N. Sibircewa podziału gleb na gleby strefowe (charakterystyczne dla określonych stref glebowo-klimatycznych), gleby intrastrefowe (słone, hydrogeniczne, węglanowe) oraz gleby niestrefowe (gleby inicjalne i słabo ukształtowane). Gleby, które występują wyspowo poza charakterystyczna dla siebie strefą klimatyczno-glebową nazywa się glebami pozastrefowymi. Jednak takie same gleby występujące w charakterystycznej dla siebie strefie, w jej obrębie, będą już określane jako gleby strefowe. 
Przykładem gleb ekstrazonalnych w Polsce są czarnoziemy. Są to gleby charakterystyczne (gleby strefowe) dla klimatu umiarkowanego, półsuchego i występują na Ukrainie i w Rosji. Można jednak spotkać ich wyspowe zasięgi w Europie Środkowej, gdzie klimat jest dużo bardziej wilgotny i, jako gleby strefowe dla tego obszaru, dominują gleby brunatne, płowe, rdzawe i bielicowe. W Polsce czarnoziemy można spotkać w okolicach Proszowic, Opatowa, Hrubieszowa, Tomaszowa Lubelskiego i Przeworska. 
Na terenie Polski można również spotkać pozastrefowe gleby cynamonowe, charakterystyczne dla obszaru śródziemnomorskiego. Są to niewielkie powierzchnie na silnie nasłonecznionych zboczach dolin rzecznych porośnięte roślinnością kserotermiczną w Bielinku nad Odrą oraz w Płutowie i w Kulinie w dolinie Wisły.